# Гизоев, Виталий Султанович
Вита́лий Султа́нович Гизо́ев (осет. Гизойты Султаны фырт Виталий; род. 3 февраля 1971, Владикавказ, Северо-Осетинская АССР) — российский борец вольного стиля, чемпион мира среди юниоров в Чехословакии (1991), чемпион России (1992 и 1995) и двукратный обладатель кубка мира (1992, 1993). Мастер спорта международного класса.

## Биография
Родился 3 февраля 1971 года во Владикавказе, Северо-Осетинская АССР в осетинской семье. С 12 лет стал заниматься вольной борьбой под руководством Хасана Апаева и Вячеслава Багаева. После окончания одной из владикавказских школ поступает на экономический факультет Севере-Осетинского государственного университета им. Коста Хетагурова. В возрасте 23 лет получает звание мастера спорта международного класса. В 1991 году становится чемпионом мира среди юниоров в Чехословакии и чемпионом СССР среди молодежи в Краснодаре. В 1992 году становится чемпионом России в Санкт-Петербурге, обладателем Кубка мира в Москве и серебряный призёром чемпионата СНГ в Москве. В 1993 году становится победителем международного турнира в Испании и обладателем Кубка мира, а также становится вторым на чемпионате России в Москве. В 1995 году становится чемпионом России и победителем международного турнира в Турции. В 1996 году становится серебряный призёром чемпионата России в Туле. Боролся в весовой категории до 90 кг.

## Спортивные достижения
- Двукратный чемпион России (1992, 1995)
- Чемпион мира среди юниоров в Чехословакии (1991)
- Чемпион СССР среди молодежи в Краснодаре (1991)[1]
- Двукратный обладатель Кубка мира (1992, 1993)
- Двукратный победитель международных турниров в Испании и Турции (1993, 1995)